# 1921年10月16日月食
1921年10月16日月食为一次在协调世界时1921年10月16日出現的月偏食。該次月食半影食分為2.012、全影食分為0.936。偏食維持了100分。

## 概述
這次月食的食分是1.43，偏食維持了100分。

## 基本參數
- 類型：月偏食
- 食甚資料：
  - 日期：1921年10月16日
  - 時間：22:54
  - 月球位置：赤經1.43度、赤緯8.5度
  - 食分：半影食分：2.012、全影食分：0.936
  - 持續時間：偏食100分

## 外部連結
- NASA月食專頁（页面存档备份，存于）（英文）